# わたくしどもは。
『わたくしどもは。』は、2024年5月31日に公開された日本の映画。監督・脚本・編集は富名哲也、主演は小松菜奈と松田龍平。

## 制作背景
ヴェネチア国際映画祭が新鋭監督を支援するプロジェクト「Biennale College Cinema 2018-2019」インターナショナル部門の9作品の中で日本で唯一選ばれた企画を映画化した作品で、監督の富名が江戸時代に「無宿人」と呼ばれる戸籍を剥奪された人々、いわゆる無国籍者が佐渡金山で過酷な労働により命を落とすという出来事があり、命を落とした無国籍者を埋葬した金山跡地にある「無宿人の墓」と呼ばれる墓地の存在から着想を得たという。
現在もなお問題視されている無宿人と無国籍者の問題に鑑みて、富名は「この社会に無宿人と無国籍者は記録上存在していない。だからこの世を去っても認められないままに、無宿人と無国籍者の魂は報われることのないまま彷徨い続けている。彼らの存在を蔑ろにしないためにも、このことをテーマにした映画を作りたかった」と語っている。

## あらすじ

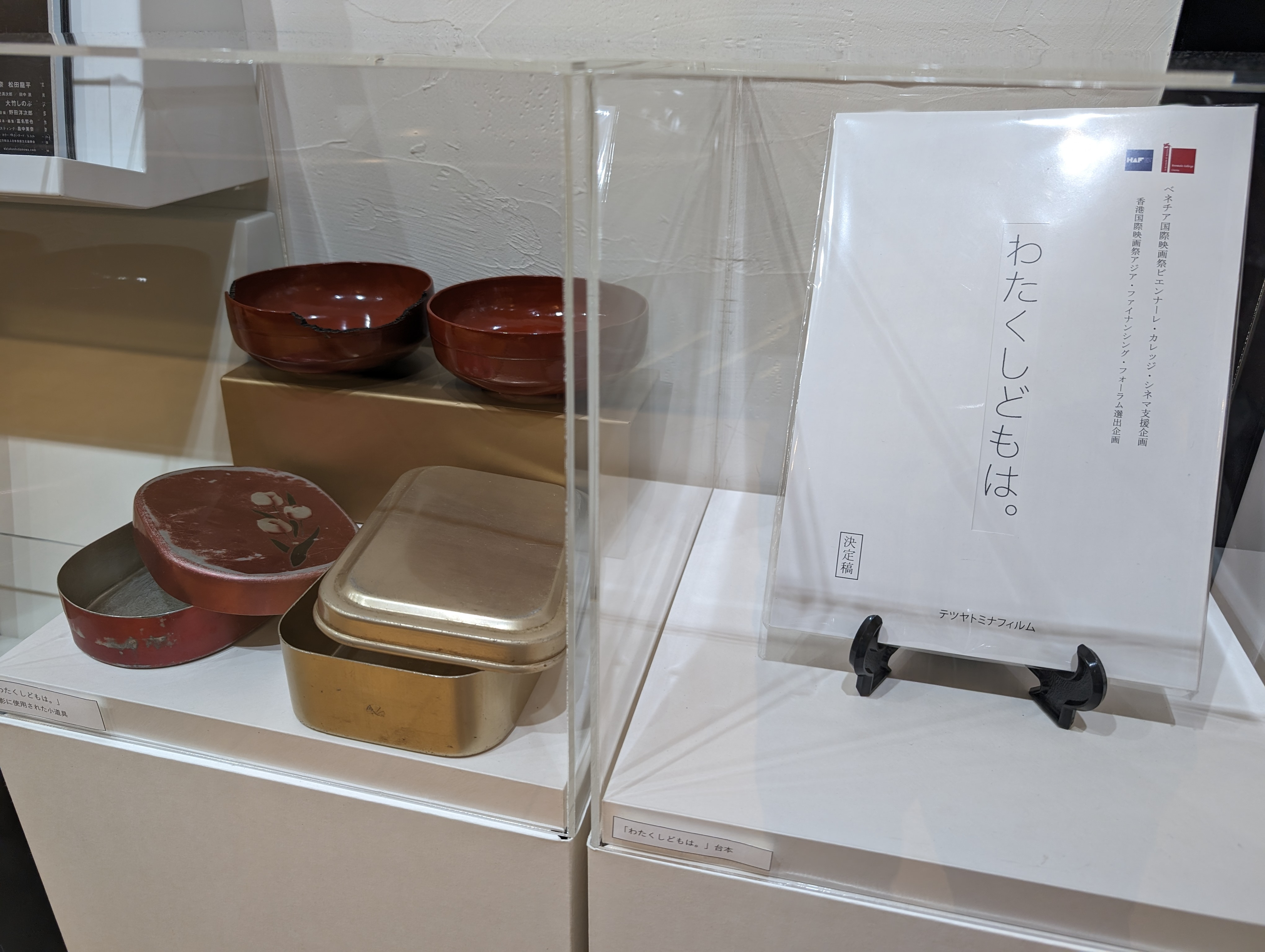
台本と小道具の漆椀・弁当箱

ある日、佐渡島の金山跡地にて倒れていた若い女性が目覚めるのだが、彼女には過去の記憶が一切消えていた。その後、清掃員をしている女性に助けられて、若い女性は清掃員の女性の自宅に運ばれていく。そこには既にアカとクロと名乗る2人の女の子が暮らしていた。記憶をすべて失くし、名前すらも思い出せない若い女性は清掃員の女性＝キイから「ミドリ」という名を与えられる。ミドリは館長の許可を得て、キイとともに清掃員として働くこととなる。清掃員として働く中でミドリは自分と同じように記憶を失くした警備員の男性と出会う。アオと名乗るその男性も過去の記憶と名前が思い出せないという。同じような境遇の2人はやがて互いに惹かれ合うようになる。

主なロケ地
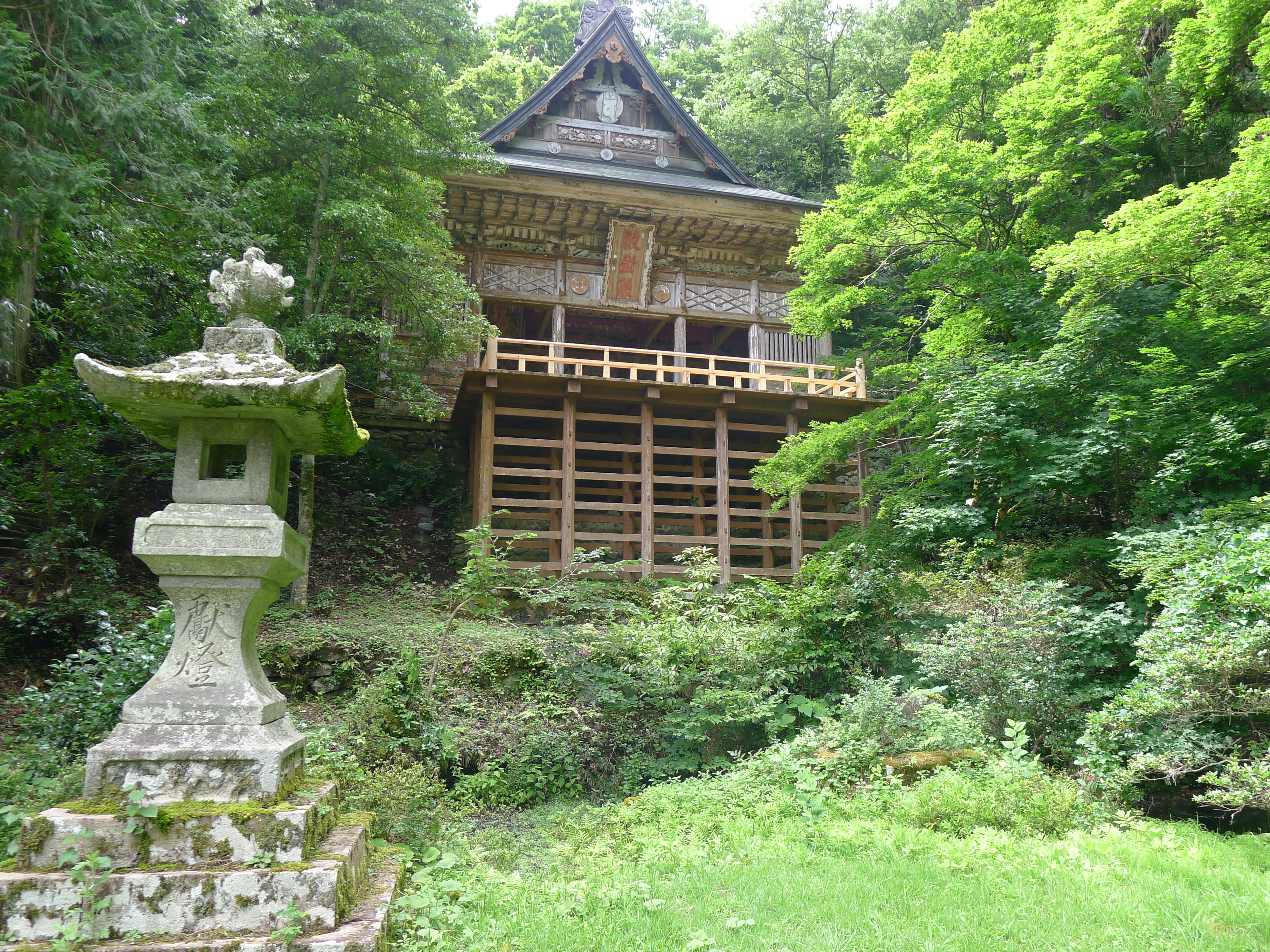
清水寺本堂
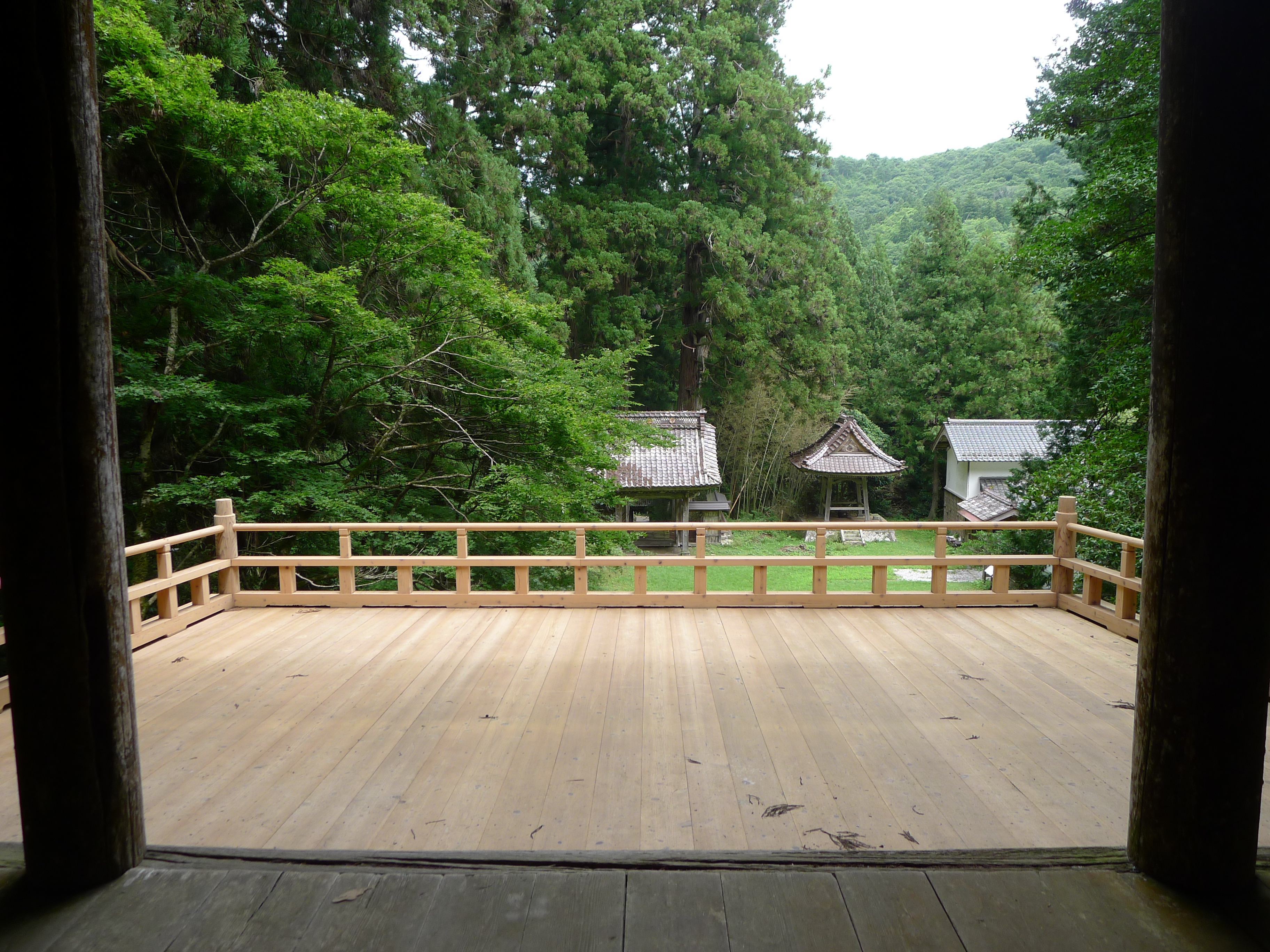
清水寺舞台
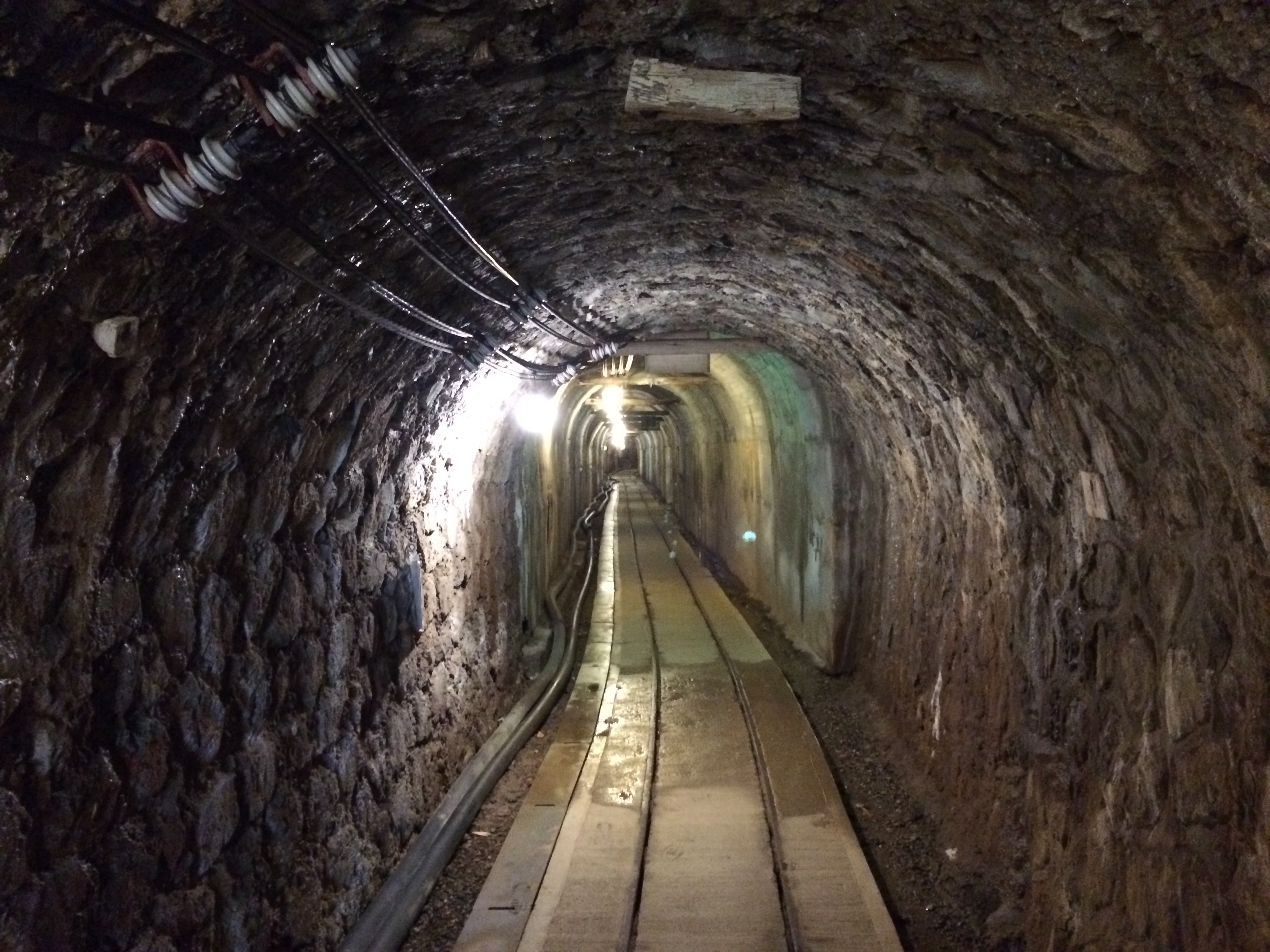
佐渡金山道遊坑
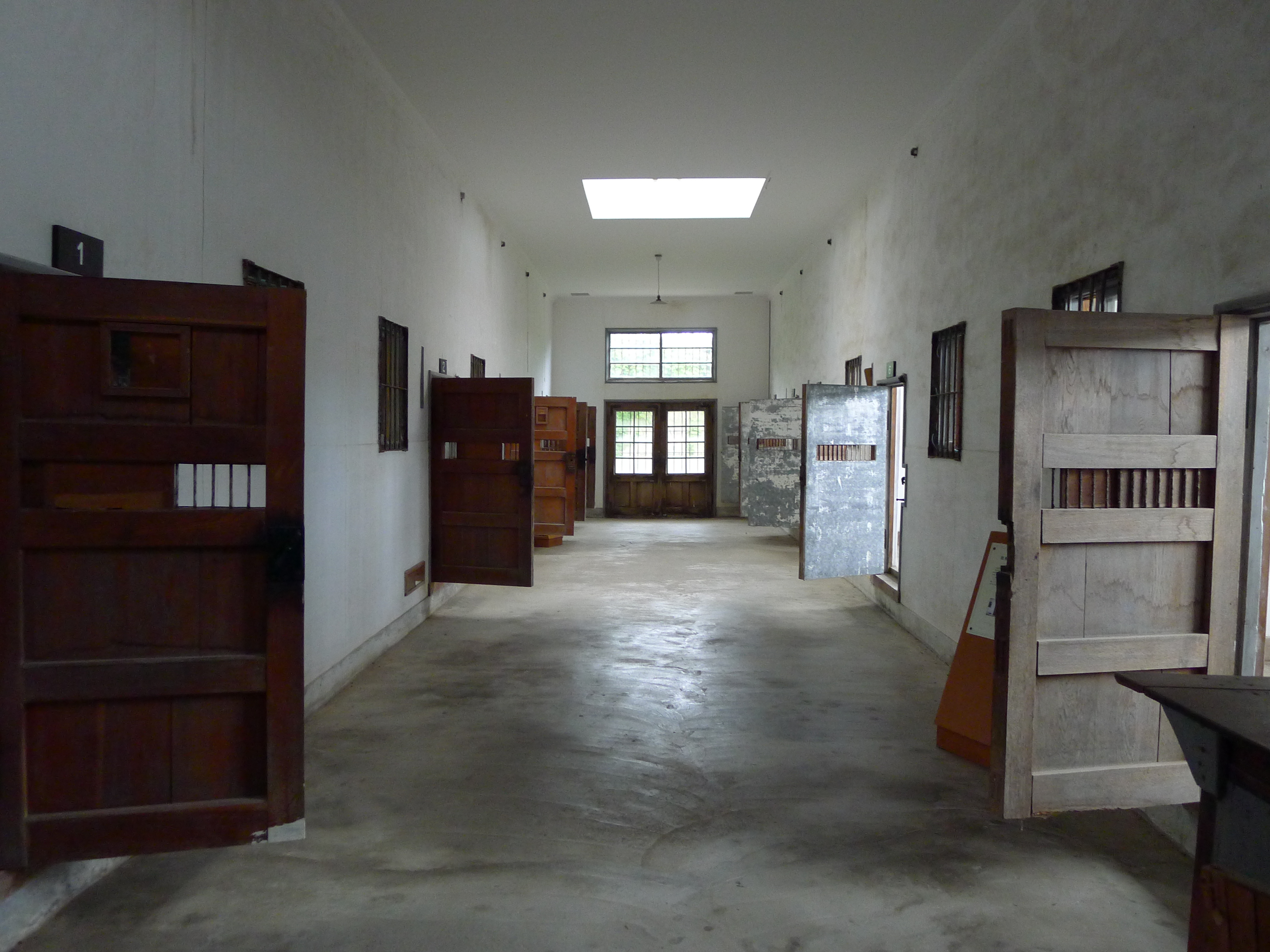
旧相川拘置支所

## キャスト
- ミドリ：小松菜奈
- アオ：松田龍平
- 向田透：片岡千之助[3]
- ムラサキ：石橋静河[3]
- 向田透の母：内田也哉子[3]
- 爛れた男：森山開次[3]
- 能楽師：辰巳満次郎[3]
- 館長：田中泯[3]
- キイ：大竹しのぶ[3]

## スタッフ
- 監督・脚本・編集：富名哲也
- 音楽：野田洋次郎[3]
- 企画・プロデュース・キャスティング：畠中美奈
- 撮影：宮津将
- 照明：渡辺隆
- サウンドデザイン：鶴巻仁
- 衣装：田中洋介
- ヘアメイク：楮山理恵
- 宣伝プロデューサー：伊藤敦子
- 特別協賛：ナミックス
- 協賛：新潟日報社、今泉テント、新潟クボタ、サンフロンティア不動産、ジー・オー・ピー、新潟放送、エフエムラジオ新潟
- 助成：文化庁文化芸術振興費補助金（映画創造活動支援事業）独立行政法人日本芸術文化振興会
- World Sales：HKIFF COLLECTION
- 配給協力：ハピネットファントム・スタジオ
- 宣伝：ミラクルヴォイス
- 製作・配給：テツヤトミナフィルム